# Jarosław Wenderlich (ur. 1982)
Jarosław Wenderlich (ur. 6 listopada 1982 w Bydgoszczy) – polski samorządowiec, radca prawny i urzędnik państwowy, w latach 2020–2023 podsekretarz stanu w Kancelarii Prezesa Rady Ministrów.

## Życiorys
Syn Jarosława Edwarda (1948–2016), prawnika i urzędnika, działacza opozycyjnego w PRL. Ukończył studia prawnicze na Uniwersytecie Mikołaja Kopernika w Toruniu. Kształcił się podyplomowo w zakresie prawa bankowego i prawa zamówień publicznych (WPiA UMK) i na studiach typu MBA na Uniwersytecie Ekonomicznym w Poznaniu. Odbył aplikację radcowską, po czym prowadził własną kancelarię. Został też kierownikiem działu prawnego w Regionalnym Zarządzie Gospodarki Wodnej w Bydgoszczy oraz szefem rady nadzorczej Polskiego Radia Pomorza i Kujaw.
Zaangażował się w działalność polityczną w ramach Prawa i Sprawiedliwości. W 2006, 2014 i 2018 uzyskiwał mandat radnego Bydgoszczy. Od 2018 kierował klubem PiS w radzie miejskiej. 2 stycznia 2020 został powołany na stanowisko podsekretarza stanu w Kancelarii Prezesa Rady Ministrów, odpowiedzialnego za prace legislacyjne. W wyborach parlamentarnych w 2023 bezskutecznie kandydował do Sejmu. W grudniu tego samego roku zakończył pełnienie funkcji w administracji rządowej. W 2024 uzyskał mandat radnego sejmiku kujawsko-pomorskiego.